# Хветкевич Андрій Євгенович
Андрій Євгенович Хветкевич (англ. Andriy Khvetkevych (8 березня 1983 , Дніпро ) — фридайвер світового класу, чинний шестиразовий рекордсмен України в трьох з чотирьох глибинних дисциплін з фридайвінгу: FIM, CWTB, CNF. Почав займатися фридайвінгом і апное у 2017, завоювавши свій перший Національний рекорд України 2018 року. 18 серпня 2022 року Андрій зробив камінг-аут, оголосивши про заручини з партнером.

## Біографія

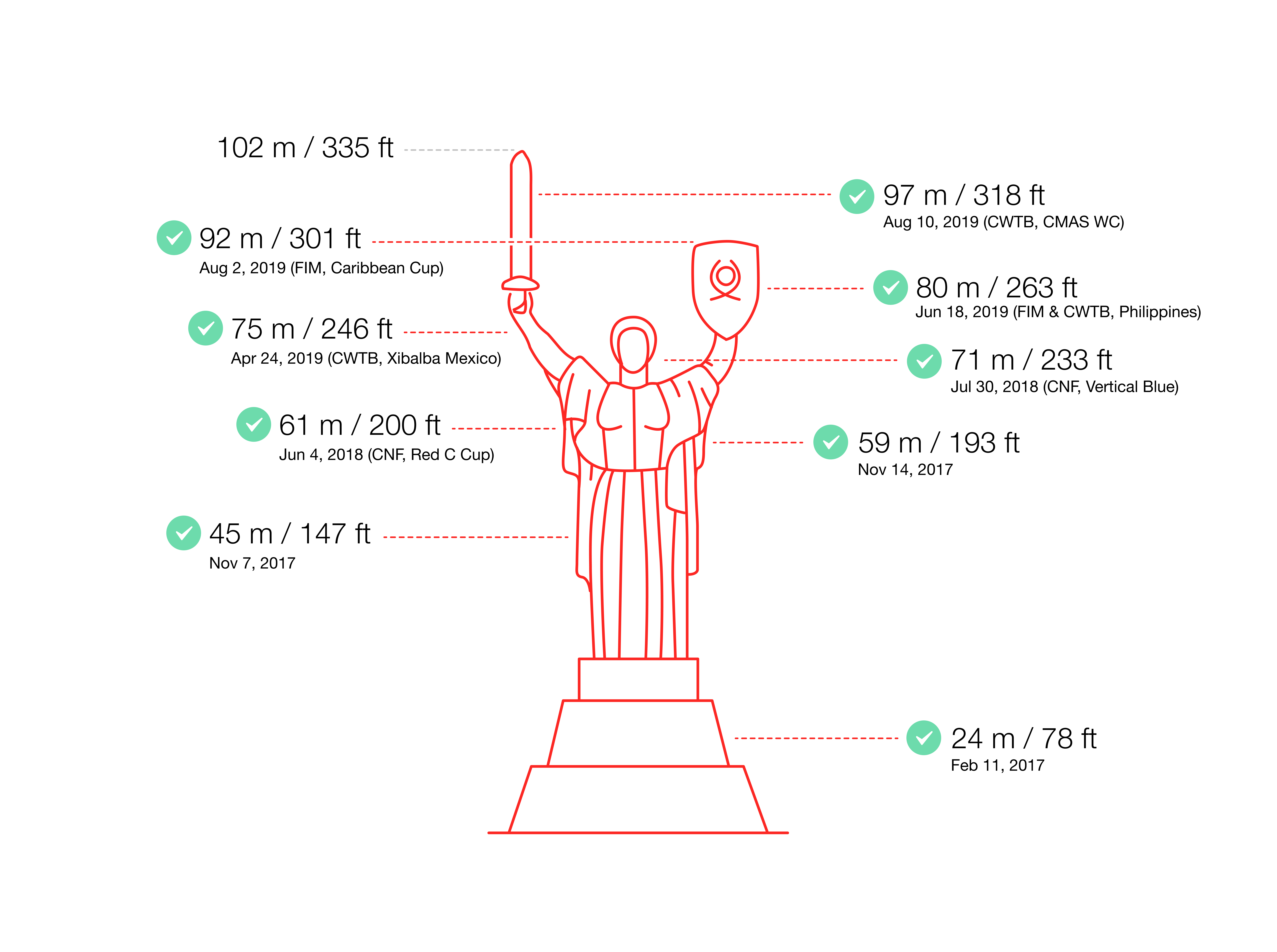
Рекорди Андрія Хветкевича за версією CMAS і AIDA станом на серпень 2019 року.

Перший Національний рекорд України був встановлений 16 липня 2018 року на міжнародних змаганнях Вертікал Блю: занурившись під воду на одному диханні в дисципліні Постійна вага без ластів (англ. Constant Weight Without Fins, CNF) склав 66 метрів та був на 1 метр глибше попереднього рекорду, і вже через 10 днів побив свій рекорд, пірнувши в тій же дисципліні Постійна вага без ластів на 71 метр (діючий рекорд).
Андрій став першим індивідуальним спортсменом, який представляє дві різні країни: Україну за версією AIDA і США за версією CMAS. Він побив кілька рекордів з фридайвінгу в США і в Україні, включаючи Постійна вага без ластів англ. Constant Weight Without Fins, CNF (-71 метр, Липень 2018), Вільне занурення англ. Free Immersion (-95 метрів 11 вересня 2019), Постійна вага в двох ластах англ. Constant weight Bi-Fins, CWTB (-97 метрів, Серпень 2019 Національний Рекорд США за версією CMAS), та Постійна вага в двох ластах англ. Constant weight Bi-Fins, CWTB (-80 метрів, 18 травня 2019 Національний рекорд України за версією AIDA).
Його рекорди були офіційно зафіксовані організаціями AIDA та CMAS.
Він вивчав економічну кібернетику в Національній металургійній академії України, інтелектуальну власність в Державному інституті інтелектуальної власності (перейменований в Інститут інтелектуально власності Національного університету «Одеська юридична академія» в м. Києві в 2016 році), також Андрій стає Патентним повіреним України, реєстраційний номер 366.
30 жовтня 2019 року, під час тренування в Сабанг Індонезія, Андрій отримує травму, винирюючи з глибини — 95 метрів, він тренувався з метою встановити новий рекорд України в четвертій дисципліни Постійна вага (Constant Weight, CWT). У нього розвинулася декомпресійна хвороба, він був змушений зупинити тренування та участь у змаганнях, щоб пройти лікування в барокамері. Зараз він почуває себе добре, у відповідності зі статтею, опублікованою в Divers Alert Network.

## Спортивні досягнення
| Назва Змагання                              | Дата спроби | Дисципліна | Анонсована Глибина | Виконана Глибина | Результат | Поінти | Опис                                                 |
| AIDA Depth World Championship 2019          | 2019/09/13  | CWT        | 102 m              | 87 m             | Yellow    | 71     | no tag, rp                                           |
| AIDA Depth World Championship 2019          | 2019/09/11  | FIM        | 95 m               | 95 m             | White     | 95     | OK, Національний Рекорд України (діючий)             |
| AIDA Depth World Championship 2019          | 2019/09/09  | CNF        | 69 m               | 61 m             | Yellow    | 52     | no tag, rp                                           |
| AIDA Caribbean Cup 2019                     | 2019/08/02  | FIM        | 92 m               | 92 m             | White     | 92     | OK, Національний Рекорд України (новий рекорд — 95м) |
| Philippine Depth National Championship 2019 | 2019/05/19  | FIM        | 80 m               | 80 m             | White     | 80     | OK                                                   |
| Philippine Depth National Championship 2019 | 2019/05/18  | CWTB       | 80 m               | 80 m             | White     | 80     | OK, Національний Рекорд України (діючий)             |
| Xibalba 2019                                | 2019/04/27  | CNF        | 68 m               | 68 m             | Red       | 0      | dqbo, dqsp                                           |
| Xibalba 2019                                | 2019/04/25  | CWT        | 77 m               | 77 m             | White     | 77     | OK                                                   |
| Xibalba 2019                                | 2019/04/24  | CWTB       | 75 m               | 75 m             | White     | 75     | OK, Національний Рекорд України (новий рекорд — 80м) |
| Molchanova Grand Prix                       | 2018/09/21  | CNF        | 70 m               | 62 m             | Red       | 0      | dqother, pull                                        |
| Vertical Blue                               | 2018/07/26  | CNF        | 71 m               | 71 m             | White     | 71     | OK, Національний Рекорд України (діючий)             |
| Vertical Blue                               | 2018/07/25  | CNF        | 69 m               | 69 m             | Red       | 0      | dq pull                                              |
| Vertical Blue                               | 2018/07/22  | CWT        | 70 m               | 70 m             | White     | 70     | OK                                                   |
| Vertical Blue                               | 2018/07/21  | CWT        | 70 m               | 67 m             | Yellow    | 63     | early                                                |
| Vertical Blue                               | 2018/07/17  | FIM        | 70 m               | 70 m             | White     | 70     | OK                                                   |
| Vertical Blue                               | 2018/07/16  | CNF        | 66 m               | 66 m             | White     | 66     | OK, Національний Рекорд України (новий рекорд — 71м) |
| Red C cup (10th edition)                    | 2018/05/31  | CNF        | 61 m               | 61 m             | White     | 61     | OK                                                   |
| Red C cup (10th edition)                    | 2018/05/30  | CNF        | 56 m               | 56 m             | White     | 56     | OK                                                   |

## Фільмографія

### Телебачення
- «Холостячка» (2021)[1]